# Polônia nos Jogos Paralímpicos de Verão de 2012
A Polônia participou dos Jogos Paralímpicos de Verão de 2012, que aconteceram na cidade de Londres, no Reino Unido.

## Desempenho

### Levantamento de peso
Masculino
| Atletas          | Evento   | Resultado | Posição |
| ---------------- | -------- | --------- | ------- |
| Mariusz Tomczyk  | -60 kg   | 171,0     | 6º      |
| Wawrzyniec Latus | -75 kg   | 183,0     | 6º      |
| Piotr Szymeczek  | -82.5 kg | 190,0     | 8º      |
| Damian Kulig     | -100 kg  | 206,0     | 6º      |

Feminino
| Atletas         | Evento | Resultado | Posição |
| --------------- | ------ | --------- | ------- |
| Justyna Kozdryk | -44 kg | 95,0      | 5º      |
| Marzena Lazarz  | -75 kg | 106,0     | 6º      |

### Natação
Masculino
| Atletas            | Evento                 | Preliminares | Preliminares | Final       | Final       |
| Atletas            | Evento                 | Marca        | Posição      | Marca       | Posição     |
| ------------------ | ---------------------- | ------------ | ------------ | ----------- | ----------- |
| Jacek Czech        | 50 metros livre - S2   | 1min07s56 Q  | 5º           | 1min06s41   | 4º          |
| Grzegorz Polkowski | 50 metros livre - S11  | 28s18        | 11º          | Não avançou | Não avançou |
| Jacek Czech        | 100 metros livre - S2  | 2min27s14 Q  | 6º           | 2min22s84   | 4º          |
| Grzegorz Polkowski | 100 metros livre - S11 | 1min02s75 Q  | 8º           | 1min02s72   | 8º          |
| Marcin Ryszka      | 100 metros livre - S11 | 1min06s59    | 14º          | Não avançou | Não avançou |
| Marcin Ryszka      | 400 metros livre - S11 | 5min16s68    | 10º          | Não avançou | Não avançou |

Feminino
| Atletas          | Evento                   | Preliminares | Preliminares | Final       | Final       |
| Atletas          | Evento                   | Marca        | Posição      | Marca       | Posição     |
| ---------------- | ------------------------ | ------------ | ------------ | ----------- | ----------- |
| Paulina Wozniak  | 200 metros medley - SM9  | 2min44s19 Q  | 8º           | 2min44s17   | 8º          |
| Katarzyna Pawlik | 200 metros medley - SM10 | 2min49s31    | 10º          | Não avançou | Não avançou |
| Joanna Mendak    | 200 metros medley - SM12 | 2min39s98 Q  | 4º           | 2min35s38   | 4º          |

### Tênis em cadeira de rodas
Masculino
| Atleta               | Evento  | Fase de 64                  | Fase de 32           | Oitavas              | Quartas              | Semifinal            | Final                | Pos.        |
| Atleta               | Evento  | Adversário resultado        | Adversário resultado | Adversário resultado | Adversário resultado | Adversário resultado | Adversário resultado | Pos.        |
| -------------------- | ------- | --------------------------- | -------------------- | -------------------- | -------------------- | -------------------- | -------------------- | ----------- |
| Albin Batycki        | Simples | BRA M. Pomme D 4-6, 2-6     | Não avançou          | Não avançou          | Não avançou          | Não avançou          | Não avançou          | Não avançou |
| Tadeusz Kruszelnicki | Simples | NED M. Scheffers D 3-6, 1-6 | Não avançou          | Não avançou          | Não avançou          | Não avançou          | Não avançou          | Não avançou |